# کوه بش بارماق
کوه بش بارماق (ترکی آذربایجانی: Beş Barmaq) با نام پنج انگشت در شهرستان سیاه‌زن جمهوری آذربایجان، نه چندان دور از دریای خزر می‌باشد. این کوه به ارتفاع ۳۸۲ متر (۱۲۵۳ فوت) بالای سطح دریا مشرف به بزرگراه باکو-قوبا می‌باشد. این کوه یک صخره بزرگ و یکی از مشهورترین کوه‌ها در قفقاز است که به داستان‌های افسانه‌ای خود مشهور است. همچنین این کوه یک مکان مقدس می‌باشد و به طور منظم مورد بازدید زائران قرار می‌گیرد. علائم جزر و مد بر روی کوه، زمان ذوب شدن یخ‌های یخچال شمال و زمان به پایان رسیدن آخرین عصر یخبندان را در این منطقه نشان می‌دهد. حاشیه‌های سمت چپ نظریه هولوسن و جریان آب ذوب شده از یخچال‌ها و یخبندان‌ها از دریای سیاه تا دریای مدیترانه را تأیید می‌کند، به جای نظریه حمله مستقیم از آب دریا به دریای سیاه که به عنوان یک نتیجه که باعث افزایش سطح آب جهانی سطح دریا می‌شود. برآورد میزان افزایش ارتفاع سطح آب در دریای خزر بین ۲۰ تا ۳۰ متر است.